# Sally Knight
Sally Knight Utter (Waitsfield, 1969) è un'ex sciatrice alpina statunitense.

## Biografia
Specialista delle prove tecniche, la Knight debuttò in campo internazionale in occasione dei Mondiali juniores di Bad Kleinkirchheim 1986; in Nor-Am Cup nella stagione 1986-1987 si piazzò 3ª nella classifica di slalom speciale e nello stesso anno ai Campionati statunitensi vinse la medaglia di bronzo nella medesima specialità. Si ritirò nel 1989 e in seguitò gareggiò nel circuito professionistico nordamericano (Pro Tour); non prese parte a rassegne olimpiche né ottenne piazzamenti in Coppa del Mondo o ai Campionati mondiali.

## Palmarès

### Campionati statunitensi
- 1 medaglia (dati parziali):
  - 1 bronzo (slalom speciale[1][2] nel 1987)